# トロラー

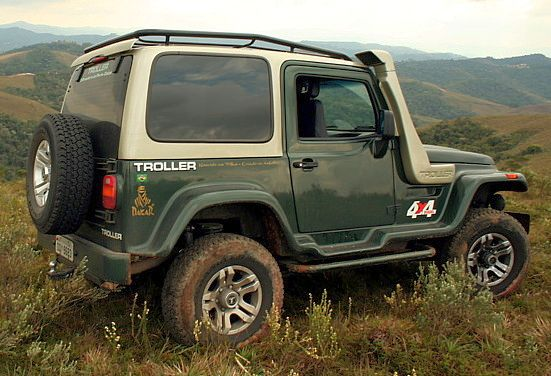
トロラー・T4

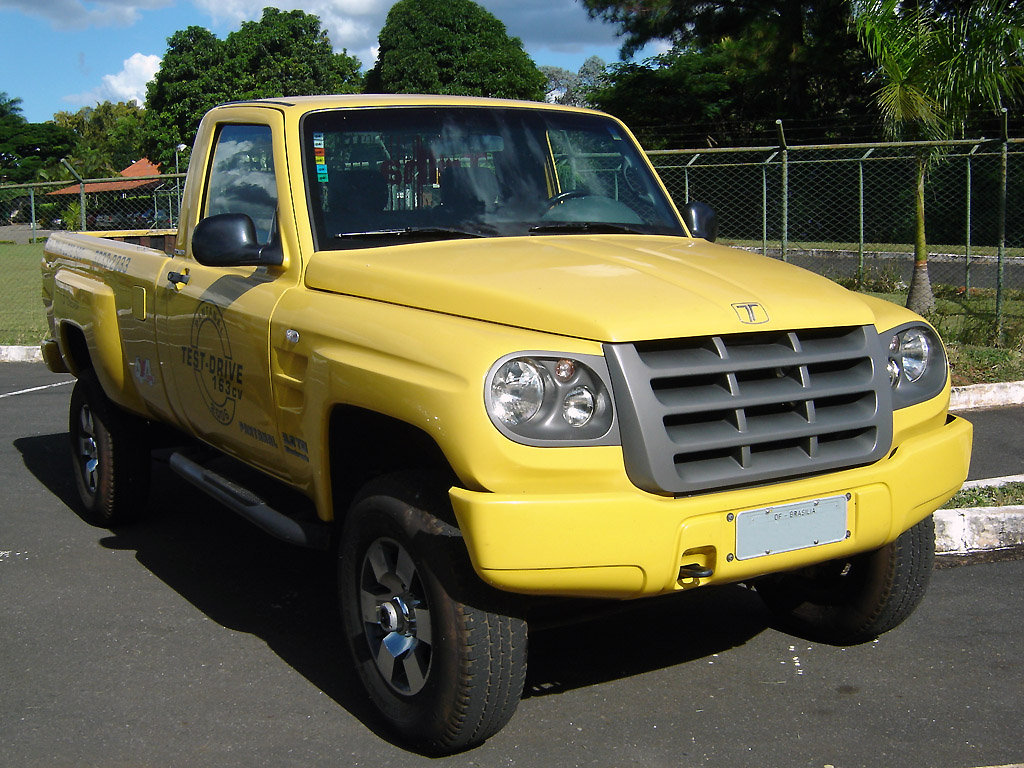
Troller Pantanal

トロラー（ポルトガル語：Troller Veículos Especiais S/A ）は、ブラジルの自動車製造企業。1995年にセアラー州のオリゾンテ（Horizonte ）市で創立された。
フラグシップであるトロラー・T4（Troller T4 ）3.0ターボディーゼルは、ダカール・ラリーを含め、世界各地で開催されるラリー競技大会に参加し、成功裏に活躍をおさめている。
2005年に、トロラーはアフリカ市場向けのT4を製造するため、アンゴラに自動車製造工場を開設した。
2007年1月にフォードは、2006年11月にトロラーを買収したと発表した。

## 主要モデル
- トロラー・T4 3.0ターボディーゼル
- トロラー・T4-M
- トロラー・Pantanal